# 貝茨鎮區 (密歇根州)
貝茨鎮區（英語：Bates Township）是位於美國密歇根州艾昂縣的一個行政鎮區。

## 地方資料
貝茨鎮區的面積為340.10平方千米，當中陸地面積為324.80平方千米，而水域面積為15.30平方千米。根據2020年美國人口普查的數據，當地共有人口925人，而人口密度為每平方千米2.72人。